# نچتو
نچتو (به ایتالیایی: Noceto) یک کومونه در ایتالیا است که در استان پارما واقع شده‌است. نچتو ۷۹٫۶ کیلومتر مربع مساحت و ۱۲٬۹۹۹ نفر جمعیت دارد و ۷۴ متر بالاتر از سطح دریا واقع شده‌است.